# Поларна лисица
Поларна лисица (лат. Vulpes lagopus), такође позната и као арктичка лисица, је мала врста лисице настањена на хладним арктичким областима Северне хемисфере која мења боју крзна у зависности од годишњег доба. Углавном лови леминге и друге глодаре, иако је сваштојед. Честа је у свим биомима тундре. Донедавно је сматрана јединим представником свога рода Alopex, међутим након анализе ДНК утврђено је да припада роду Vulpes, те је у њега премештена.

## Изглед
Поларна лисица има мање, више округластије уши, заобљенију лобању и ширу и краћу њушку од црвене лисице из рода Vulpes. Има више крзна на ногама него друге лисице. Зими јој је крзно дуго и чисто бело, а лети му боја варира од смеђег до плаво-сивог.
Дужина мужјака поларних лисица износи око 55 центиметара (53 cm за женке). Реп је дугачак 30-31 cm, док су у раменима високе од 25 до 30 центиметара. Тежина за мужјаке износи 3.8, а за женке 3.1 килограм.

## Адаптације
Поларне лисице су развиле бројне одбрамбене механизме како би преживеле и адаптирале се суровој арктичкој клими. Међу тим адаптацијама су и дебело, густо крзно, систем задржавања топлоте преко циркулације у шапама како се не би смрзле. Такође имају резерву телесног сала у себи. Крзнене шапе им омогућавају да се несметано крећу по леденим сантама у потрази за храном. Имају одлично чуло слуха и у стању су да чују кретање плена испод земље. Поларне лисице имају најтоплије крзно од свих сисара.
За разлику од неких других северних животиња, поларне лисице не хибернирају, а подносе температуре од -50 °C.

## Размножавање
Арктичке лисице се паре рано у марту до почетка априла. Трудноћа траје 52 дана. Окот најчешће садржи седам младих, али их може бити и до 15. Оба родитеља се старају о потомству. Мужјаци напуштају породицу када довољно одрасту како би оформили сопствену групу, док женке остају с мајком. Већ са 10 месеци су полни зрели.
Лисице теже да оформе моногамну везу током сезоне парења. Родитељи подижу младе у јазбини коју ископају. Такве јазбине су обично комплекс подземних канала и путева где живи више нараштаја лисица.

## Исхрана
Поларне лисице ће генерално појести све што могу да пронађу, укључујући леминге, арктичке зечеве, птице и њихова јаја и лешину. У пролеће, када се снежне гуске врате из јужне у северну Канаду да би изградиле гнезда и положиле јаја, лисице крећу у потрагу за пленом. Оне пљачкају гушчија гнезда и затрпавају јаја на тајним местима. У једној области где су проучаване, свака поларна лисица за време једне сезоне гнежђења украде и до 3.000 јаја. Леминзи су им најчешћи плен. Породица лисица може да поједе на туце леминга сваког дана. Током априла и маја лисице такође вребају младунчад прстенастих туљана. Када је храна у оскудици, поларне лисице ће појести остатке крупнијих грабљивица, попут белих медведа, иако су оне саме њихов плен.

## Популација и распрострањеност
Поларне лисице се могу наћи широм Арктика, укључујући и крајње спољашње делове Гренланда, Русије, Канаде, Аљаске и Свалбарда, а такође насељавају алпска подручја, као и Исланд и Скандинавију. Целокупна популација није угрожена, осим оне на Скандинавији где је деценијама дозвољен легалан лов на лисице. Свега 120 одраслих јединки обитава на подручју Норвешке, Финске и Шведске.

## Подврсте
Постоји девет или десет подврста поларних лисица. Међу њима су: исландска (Alopex lagopus fuliginosus), гренландска (Alopex lagopus groenlandicus), сибирска поларна лисица (Alopex lagopus sibiricus), поларна лисица са Свалбарда (Alopex lagopus spitzbergensis)...